# Aldo van Eyck

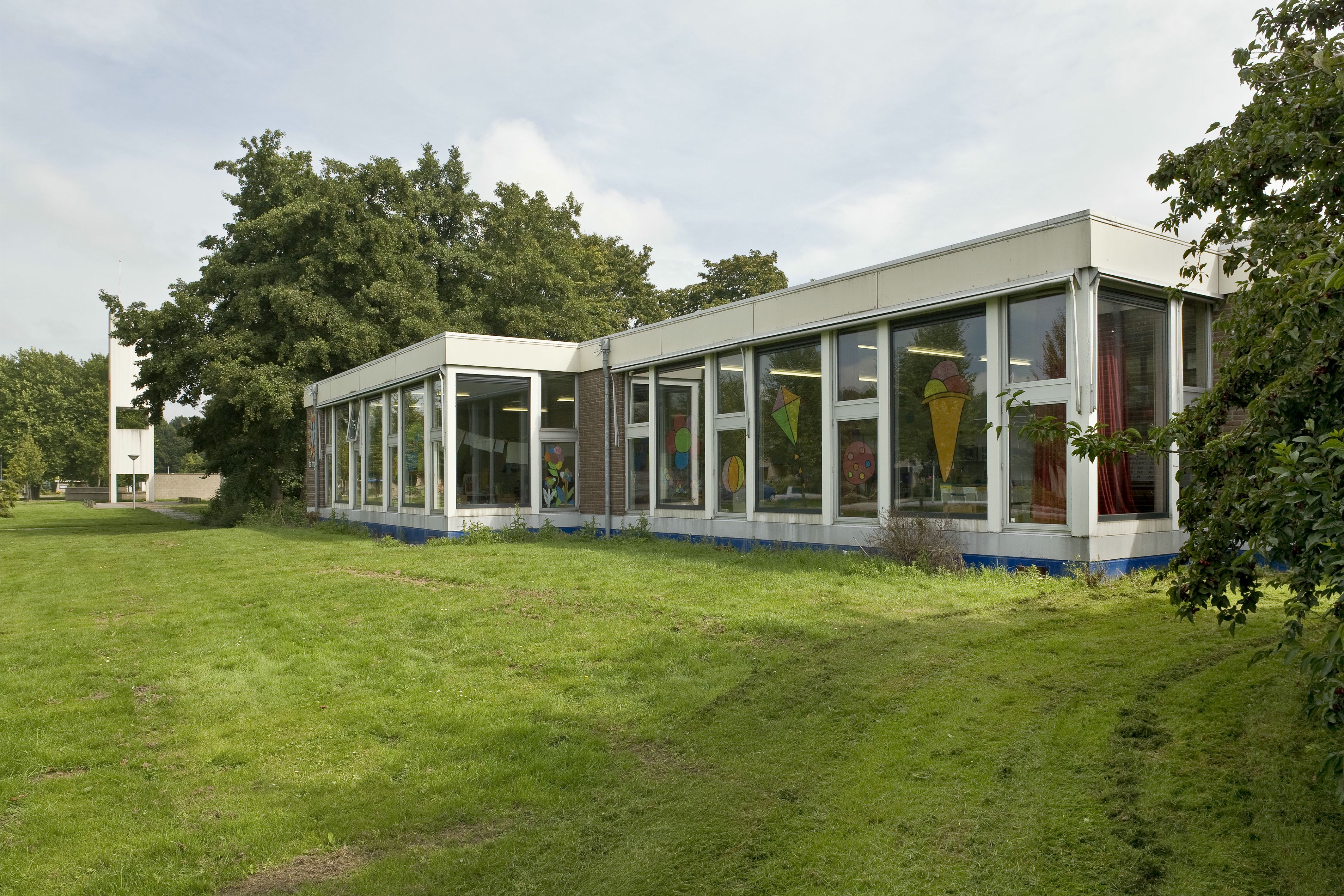
Szkoła w Nagele

Aldo van Eyck (ur. 16 marca 1918 w Driebergen, zm. 14 stycznia 1999 w Loenen aan de Vecht) – holenderski architekt.

## Życiorys
Van Eyck był synem poety Pietera Nicolaasa van Eycka. Dorastał w Golders Green koło Londynu, a później studiował na ETH w Zurychu, gdzie poznał swoją przyszłą żonę Hannie, która również była architektem. Od roku 1951 prowadził własne biuro architektoniczne, zaś w latach 1971–1982 współpracował z Theo Boschem i od 1982 do śmierci z żoną. Ponadto w latach 1966–1984 van Eyck był nauczycielem akademickim na Uniwersytecie Technicznym w Delfcie, a w latach 1959–1963 redaktorem czasopisma Forum, wraz ze swoim uczniem Hermanem Hertzbergerem.
Van Eyck był członkiem CIAM, a w 1953 współzałożycielem Team X. Reprezentował modernistyczny kierunek określany jako strukturalizm. Jedną z jego głównych inspiracji była ludowa architektura arfykańska, za swego ulubionego architekta uważał Jana Duikera. W 1990 otrzymał Royal Gold Medal.
Klarnecista basowy Harry Sparnaay zadeykował van Eyckowi w 1982 kompozycję pt. Bouwstenen voor basklarinet en tape (Części klarnetu basowego i taśma).

## Główne dzieła
- osiedle Nagele na Noordoostpolder, 1955
- dom dziecka w Amsterdamie, 1955–1960
- Sonsbeekpaviljoen (pawilon parkowy) w Arnhem
- centrum konferencyjne ESTEC w Noordwijk
- Hubertus House w Amsterdamie, 1973–1978
- ponad 700 placów zabaw w Amsterdamie, 1947–1978